# Involtino

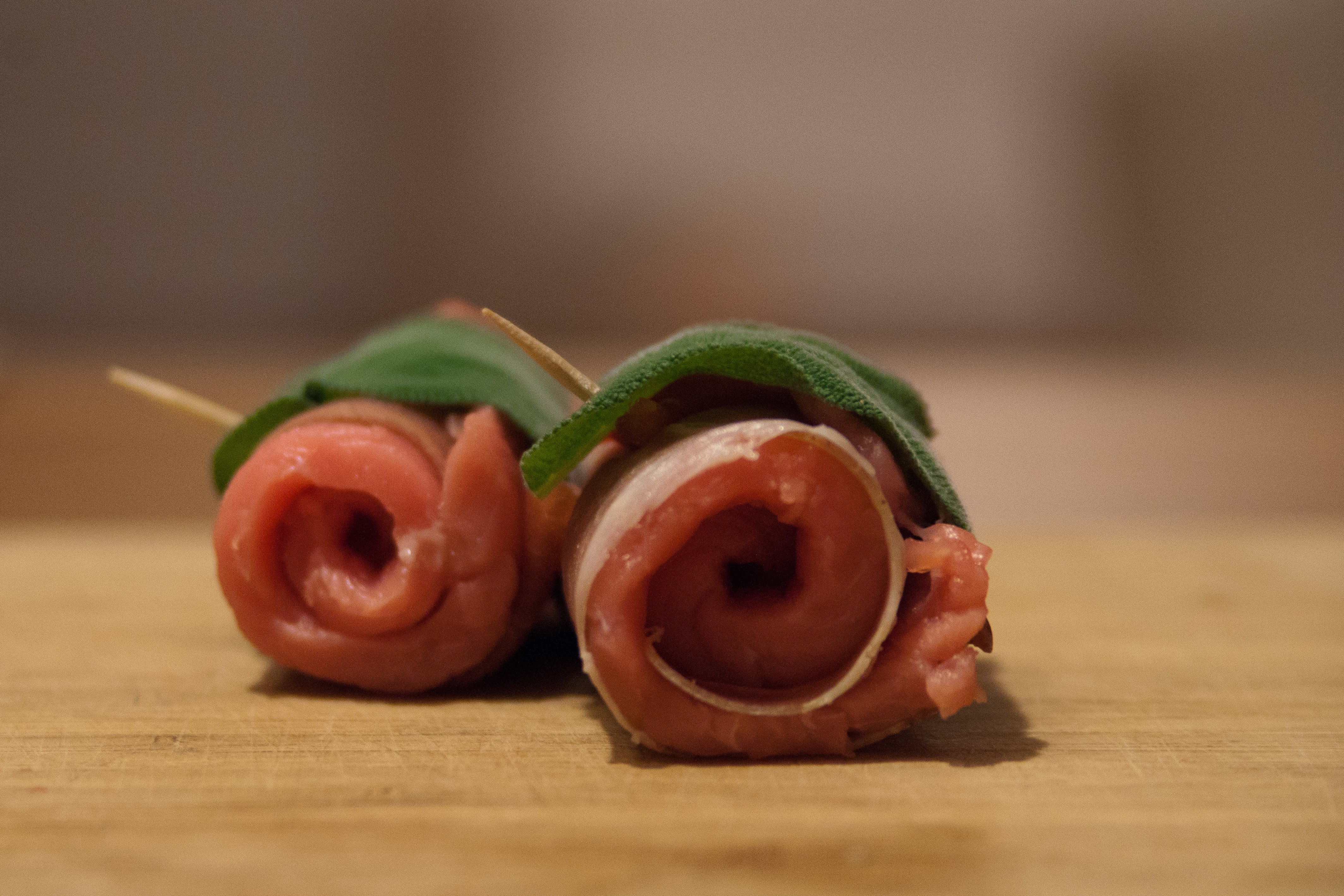
Saltimbocca alla romana crudi a involtino

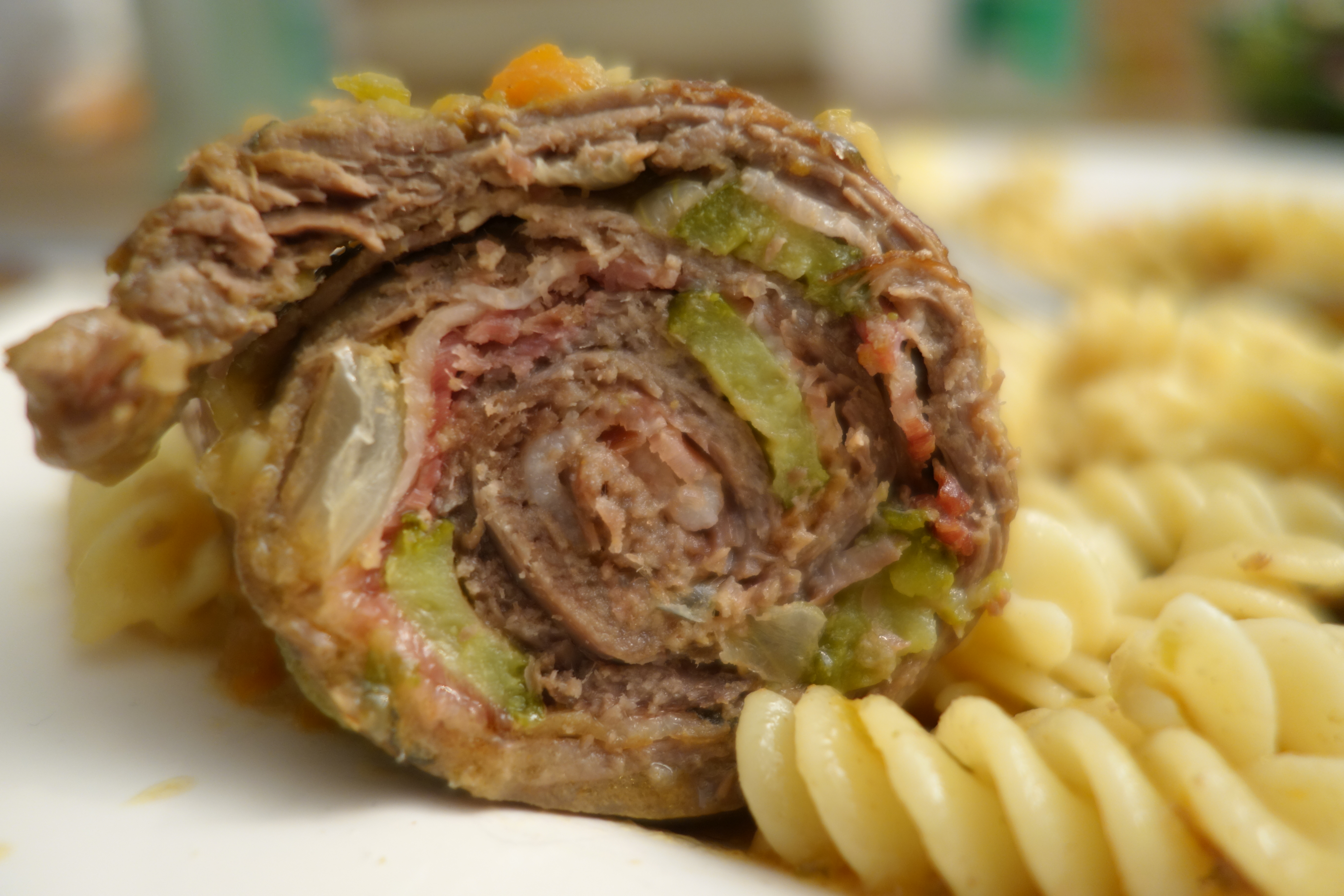
Involtini di manzo riempito con bacon, cipolle e cetrioli sottaceti

L'involtino è una pietanza, presente nella tradizione gastronomica di vari paesi.

## Caratteristiche
Gli involtini sono costituiti da un alimento o un insieme di alimenti avvolti in una fettina di carne o pesce, in una larga foglia di un vegetale oppure inseriti all'interno di pasta e poi cotti.
Una variante è l'involtino estate, piatto della cucina vietnamita, consiste in maiale, gamberi, erbe, vermicelli di riso e altri ingredienti avvolti in carta di riso (bánh tráng).
Di dimensioni maggiori ma piuttosto simile come caratteristiche all'involtino è il rollé, chiamato anche rollata o rolata.

## Esempi di involtini

### Cucina italiana

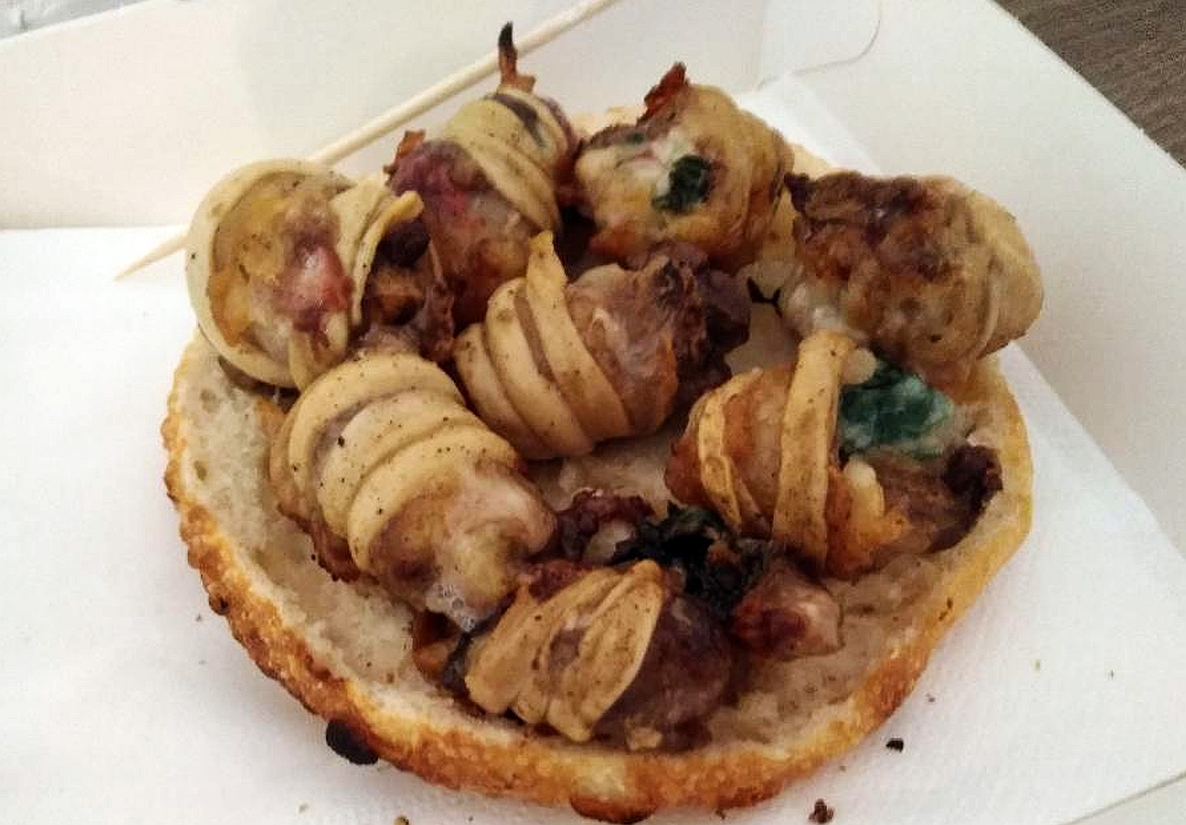
Una porzione di gnummareddi

- Abbuticchio - involtino di trippa di pecora, tipico di Torrice, nel Lazio.
- Bombette - involtini di carne fresca di maiale ripieni solitamente di formaggio, sale e pepe, tradizionalmente nati in Puglia.
- Braciola di capra - involtini di carne di capra, ripieno di erbe aromatiche e formaggio pecorino, tipico della Campania.
- Braciolette alla messinese - involtini di carne di manzo con olio d'oliva, sale e pepe e cotte alla brace, tipiche di Messina.
- Brasciole - involtini di carne di cavallo (o, in alcuni casi, di vitello) tradizionalmente preparati in Puglia.
- Caponèt - involtino di cavolo verza, carne suina e pangrattato, tipico del Piemonte.
- Gnummareddi - involtini di interiora stretti all'interno del budello di agnelli oppure di capretti insieme a qualche foglia di prezzemolo gigante e carosello (semi di finocchio selvatico), tipici della Puglia.
- Involtini di Fénis - involtini di carne di vitello ripieni di mocetta e fontina, tipici della Valle d'Aosta.
- involtini di Sannicandro, preparati con le interiora di agnello: fegato, cuore, polmone, retina e budelline.
- Saltimbocca - involtini di carne di vitello rivestito o condito con prosciutto crudo e salvia, marinato nel vino bianco, olio o acqua salata.

### Cucina della Grecia e del Medio Oriente

Tipici dolma greci

- Dolma - involtini di foglia di vite farciti di carne macinata, riso o grano, o diversi tipi di verdure, tipici della cucina levantina e più in generale di tutte quelle aree comprese nell'ex-Impero ottomano (Balcani, Africa settentrionale e Medio Oriente), dell'Iran e dell'Asia Centrale.
- Fila - pasta sfoglia con ripieno di carne e/o formaggio, tipico della cucina egiziana.
- Kourkoubinia - involtini di baklava fritti, oblunghi e rigati con ripieno di noci e intinti nel miele, tipici della cucina greca.

### Cucina del sud-est asiatico

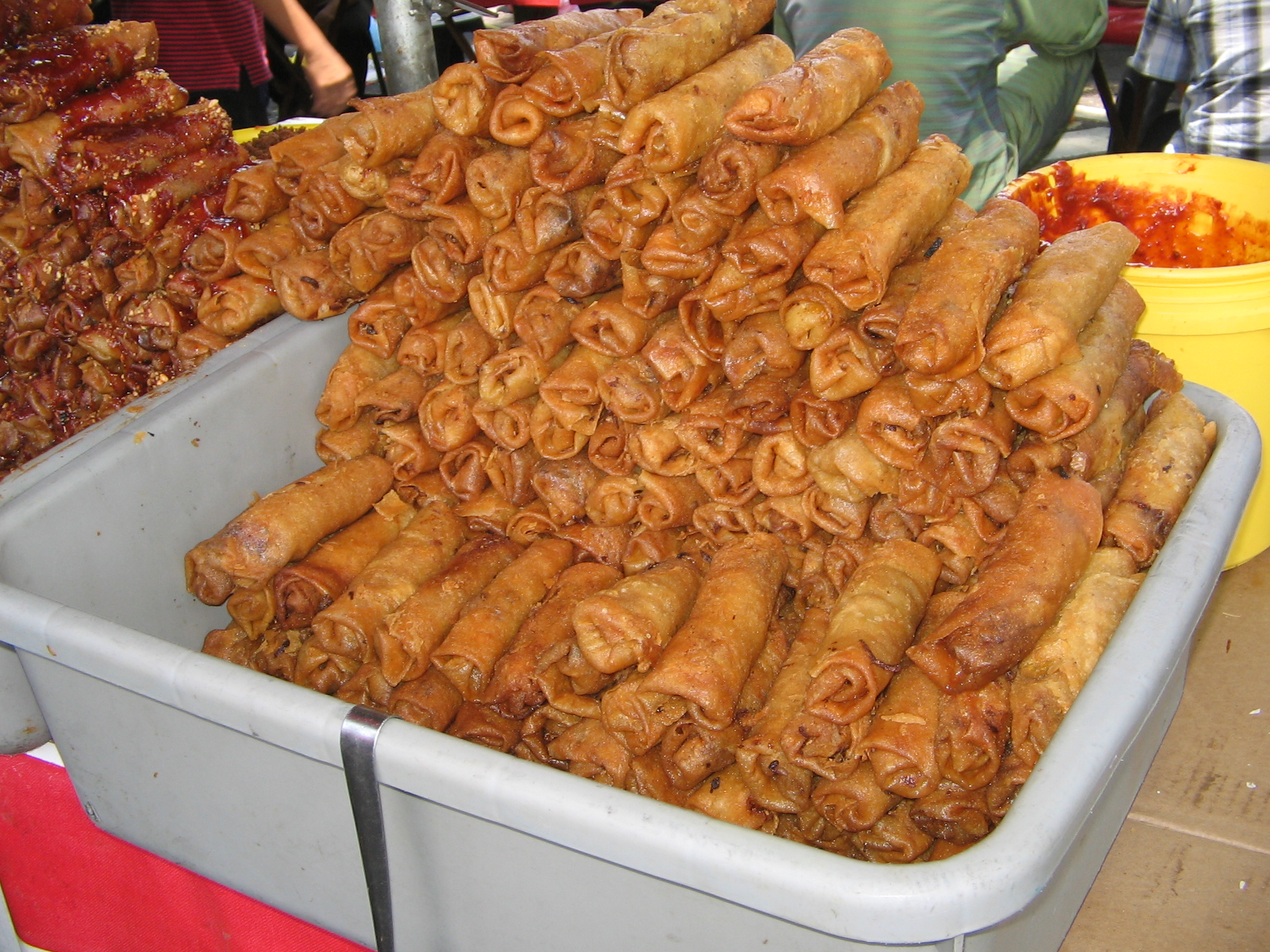
Un contenitore pieno di popiah (Malaysia)

- Chả giò - involtini fritti di carne di maiale tritata tipici della cucina vietnamita.
- Involtino primavera - tipico della cucina cinese, è costituito da una pastella fritta al cui interno vi sono verdure sminuzzate.
- Lumpia - piatto consumato nelle cucine filippina ed indonesiana, simile agli involtini primavera.